# Somebody Told Me
Somebody Told Me är en låt av det amerikanska rockbandet The Killers. Låten fanns på gruppens debutalbum Hot Fuss.